# Tomasz Michałowski (polityk)
Tomasz Edward Michałowski (ur. 6 listopada 1960 w Częstochowie) – polski polityk, nauczyciel, związkowiec, senator IV kadencji.

## Życiorys
Magister filologii polskiej, ukończył studia w Wyższej Szkoły Pedagogicznej w Częstochowie. W latach 80. działał w Niezależnym Zrzeszeniu Studentów.
W latach 1989–1996 pracował jako nauczyciel. Od 1996 do 2003 kierował zarządem regionu częstochowskiego NSZZ „Solidarność”.
Był senatorem IV kadencji z ramienia AWS z województwa częstochowskiego. W 2001 bez powodzenia ubiegał się o reelekcję z ramienia Bloku Senat 2001. Należał do Ruchu Społecznego, następnie wstąpił do Platformy Obywatelskiej, z ramienia której w 2006 bezskutecznie ubiegał się o mandat radnego sejmiku śląskiego.
Został przewodniczącym rady dzielnicy Lisiniec. Od 2002 zatrudniony w Młodzieżowym Ośrodku Wychowawczym w Herbach.